# Amorphophallus josefbogneri
Amorphophallus josefbogneri är en kallaväxtart som beskrevs av Wilbert Leonard Anna Hetterscheid. Amorphophallus josefbogneri ingår i släktet Amorphophallus och familjen kallaväxter. Inga underarter finns listade.